# イノダコーヒ
イノダコーヒ（英語: INODA COFFEE）は、京都市に本店・本社を置くコーヒーのチェーン店。株式会社イノダコーヒが運営している。イノダコーヒーは誤りで、京都ではかつて他店も含め「コーヒ」と書いた習慣が残り、他に「タナカコーヒ」なども知られる。赤いコーヒーポットの絵柄が商標に使われている。画家でもあった創業者の猪田七郎が描いた「豆を運ぶロバと男」の絵も同社の象徴である。
京都市中京区堺町通三条の本店など市の中心部に数店を展開し、近年は東京や広島などに出店している。京都市内の店舗はすべて喫煙席を設けて分煙する。

## 沿革
1940年6月に猪田七郎が現在の本店の場所で海外産コーヒーの卸売を始め、1947年8月にコーヒーショップを開いた。この時、客が会話に夢中になりコーヒーが冷めて砂糖とミルクがうまく混ざらなかったことを契機に、初めから砂糖とミルクを入れた状態でコーヒーの提供を始めた。1958年5月21日に有限会社イノダコーヒとして法人化、1964年に二条支店を出店して京都市内で店舗を展開した。1970年代初頭に創刊された女性向ファッション雑誌の『an・an』や『non-no』で店舗が紹介されると、女性客の比率が半分を超えて現在も続く。
1978年に現在も主力商品のブレンドコーヒー「アラビアの真珠」を発売した。開業時から自社で焙煎し、1987年にケーキ工場を開設し、1994年に両工場ともに更新した。1993年6月に創業者の猪田七郎が逝去し、7月に長男の猪田浩史が社長に就任する。1995年に資本金を3千万円へ増資して株式会社に組織変更し、1999年に初の京都以外の店舗として広島支店を開店するなど、業績を拡大した。2007年に猪田浩史が会長となり、社長は藤原正康が就任した。
2022年9月27日に後継者不在のために事業承継を目的とした投資ファンド「アント・キャピタル・パートナーズ」が運営するファンドへ株式譲渡を発表した。
2025年6月30日、キーコーヒーが親会社である投資ファンドのアント・キャピタル・パートナーズが所有する全株式を7月30日付で取得すると発表した。

## 商品構成など
品質を維持するため、大手チェーンの倍程度の価格帯でコーヒーなどの飲料を提供している。以前コーヒーは砂糖とミルクを入れた状態で提供したが、近年はこれらを分けるか否か事前に尋ねる。サンドイッチなどの軽食や本店などで提供する「京の朝食」は、分量がたっぷりである。自社の焙煎工場とケーキ工場を有し、コーヒー豆や挽いた粉は、店頭のほかに各地の百貨店、スーパーマーケット、茶葉店などでも販売する。「アラビアの真珠」と名付けたブレンドのコーヒーが特に有名。自社の店頭やオンライン通信販売は、コーヒーに加えてコーヒーカップなどの食器類やアクセサリー商品も扱う。

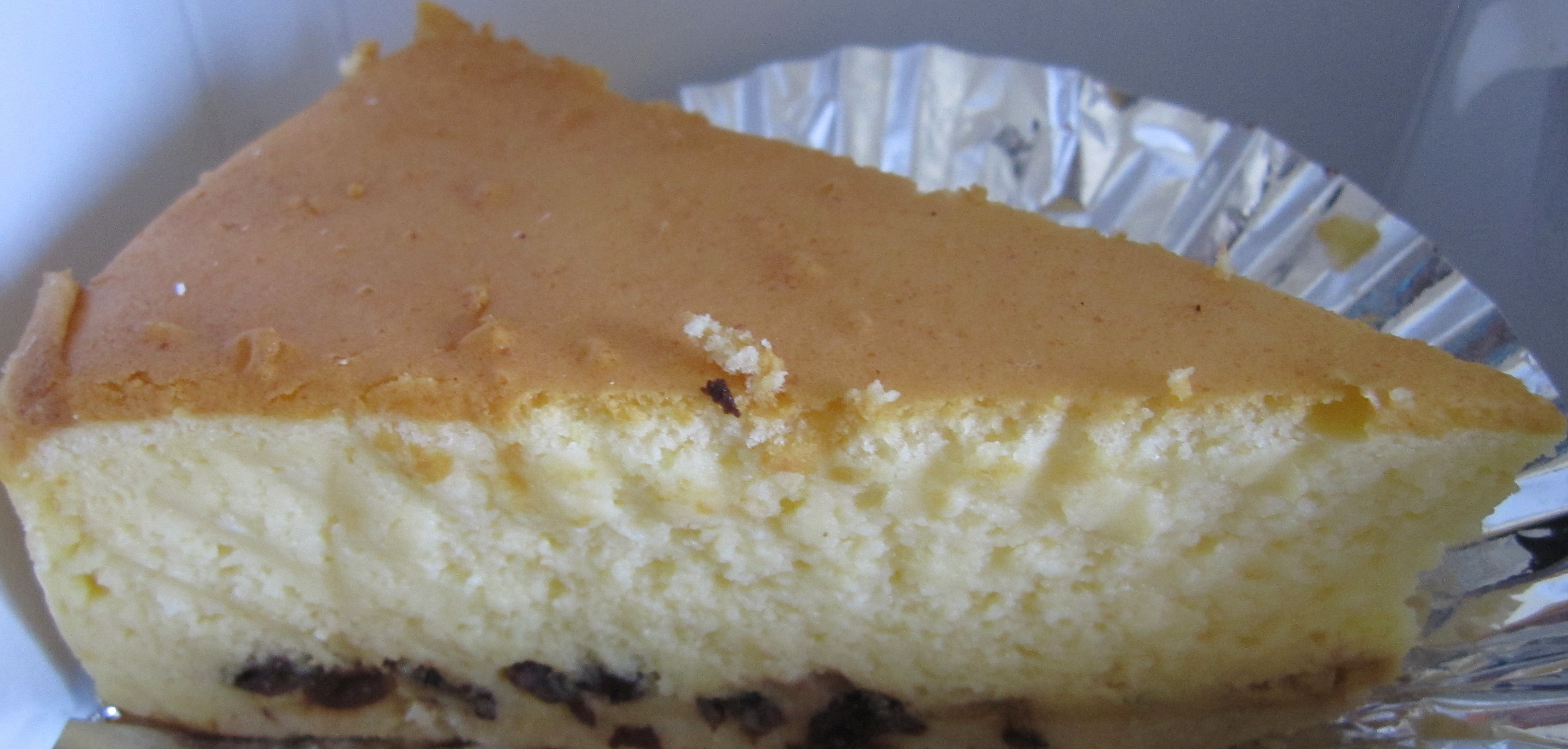
イノダコーヒのベイクドチーズケーキ
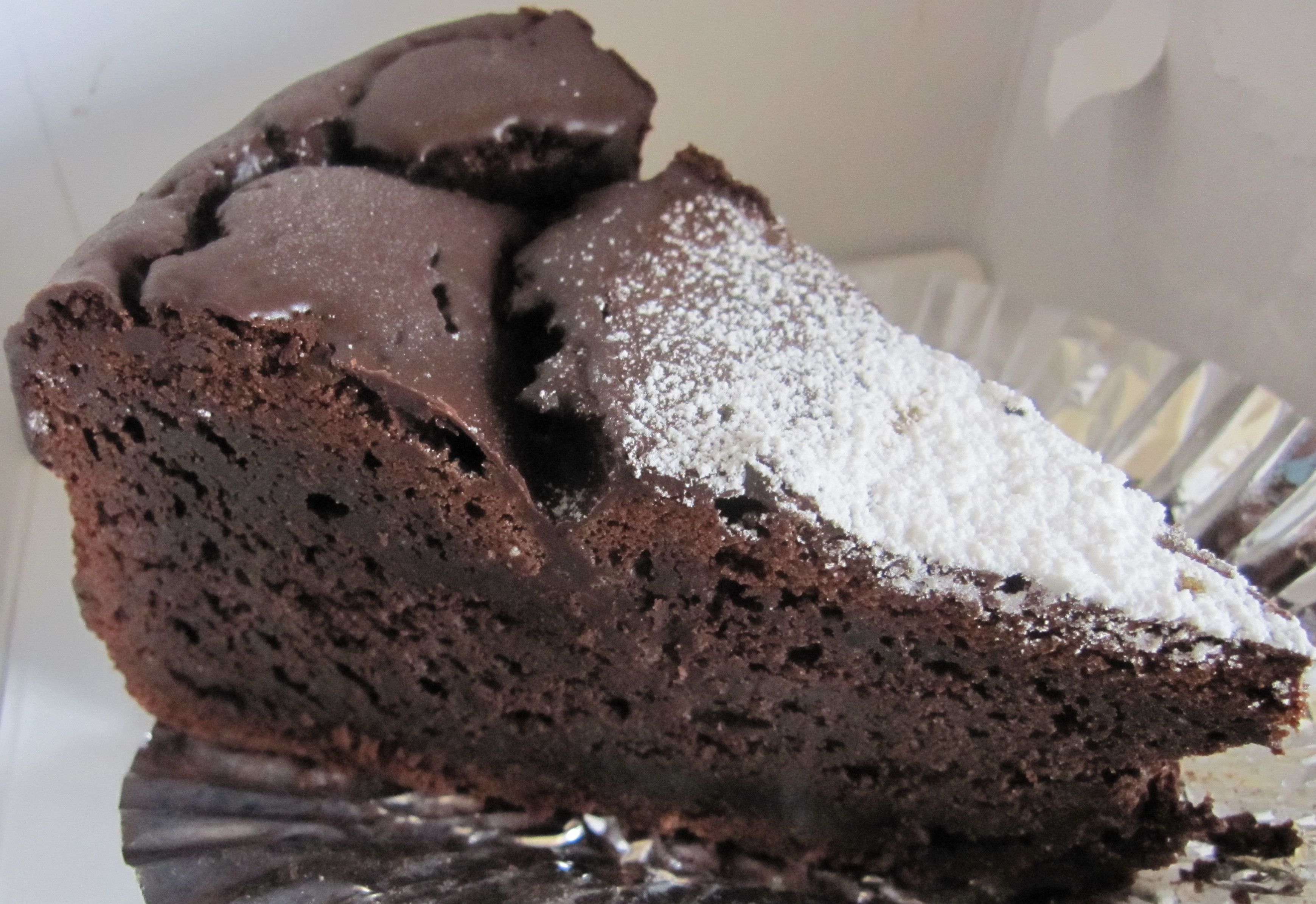
イノダコーヒのフォンダンショコラ
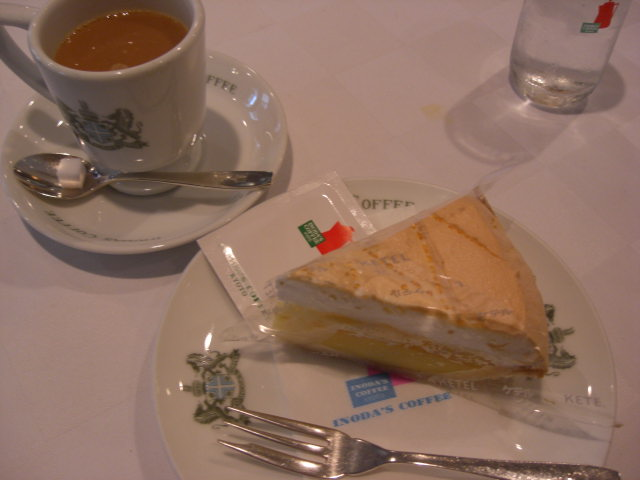
イノダコーヒのレモンパイ
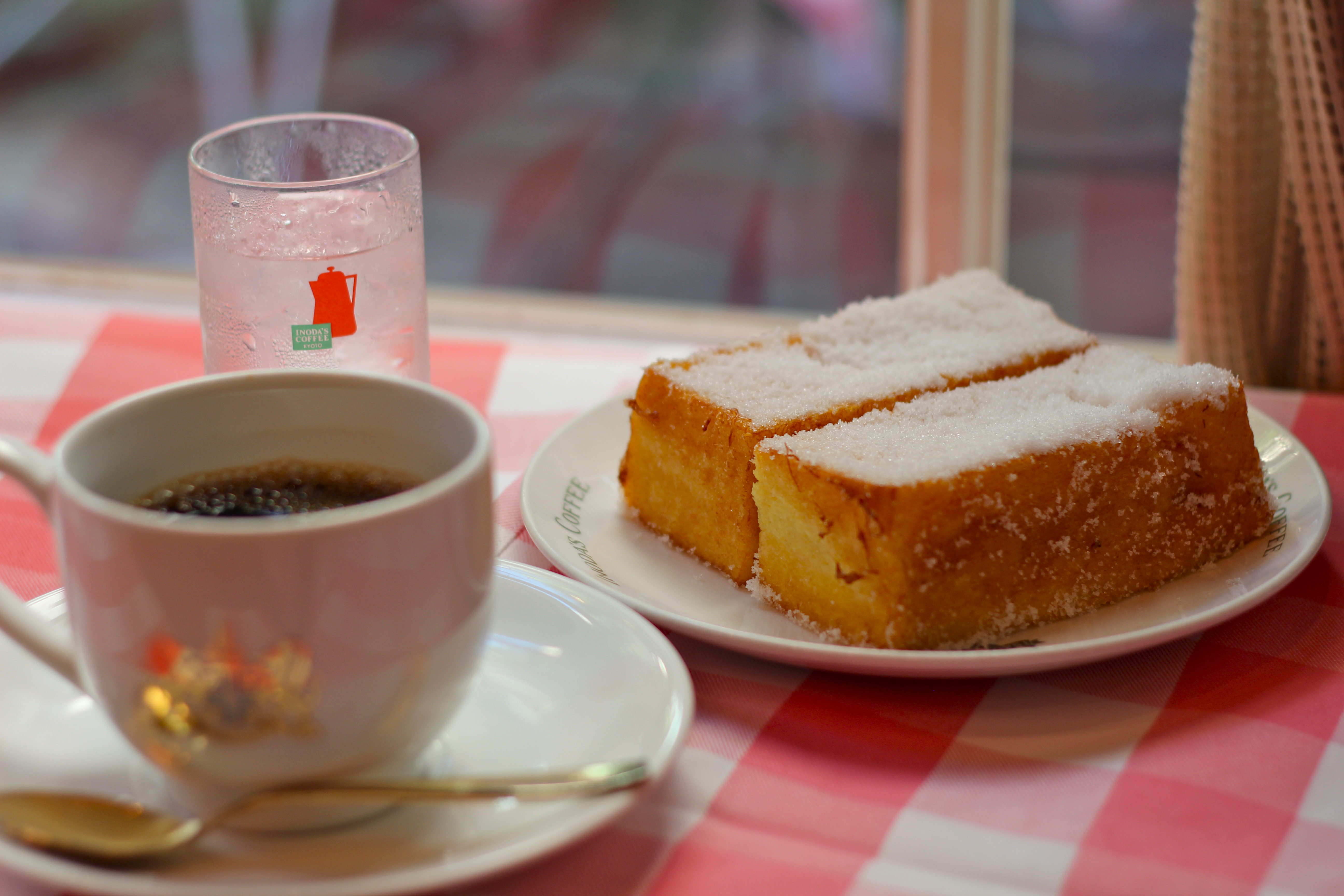
名物のフレンチトースト

## 店舗

### 京都市内

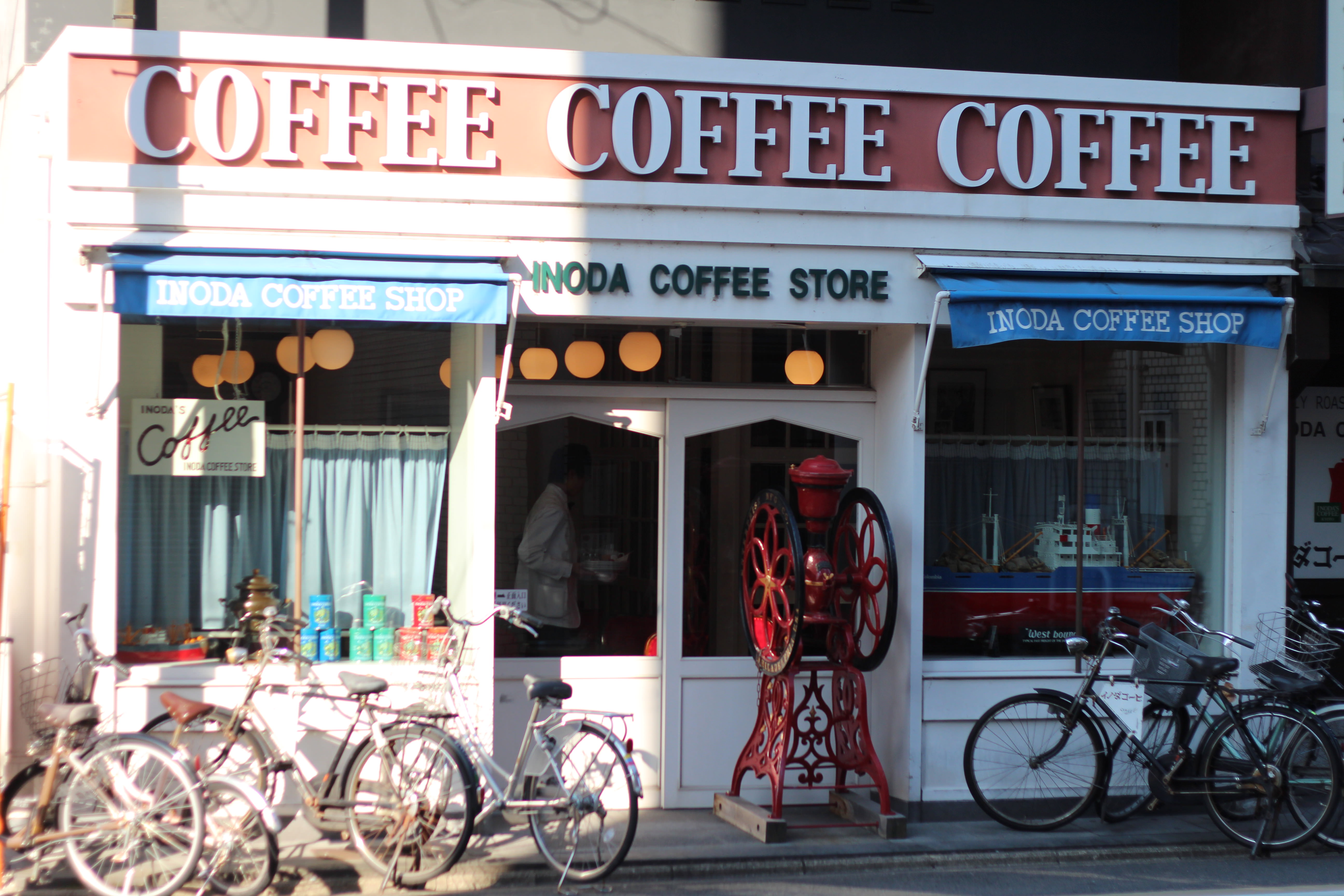
イノダ本店外観

本店1階中央部分のレンガ造り

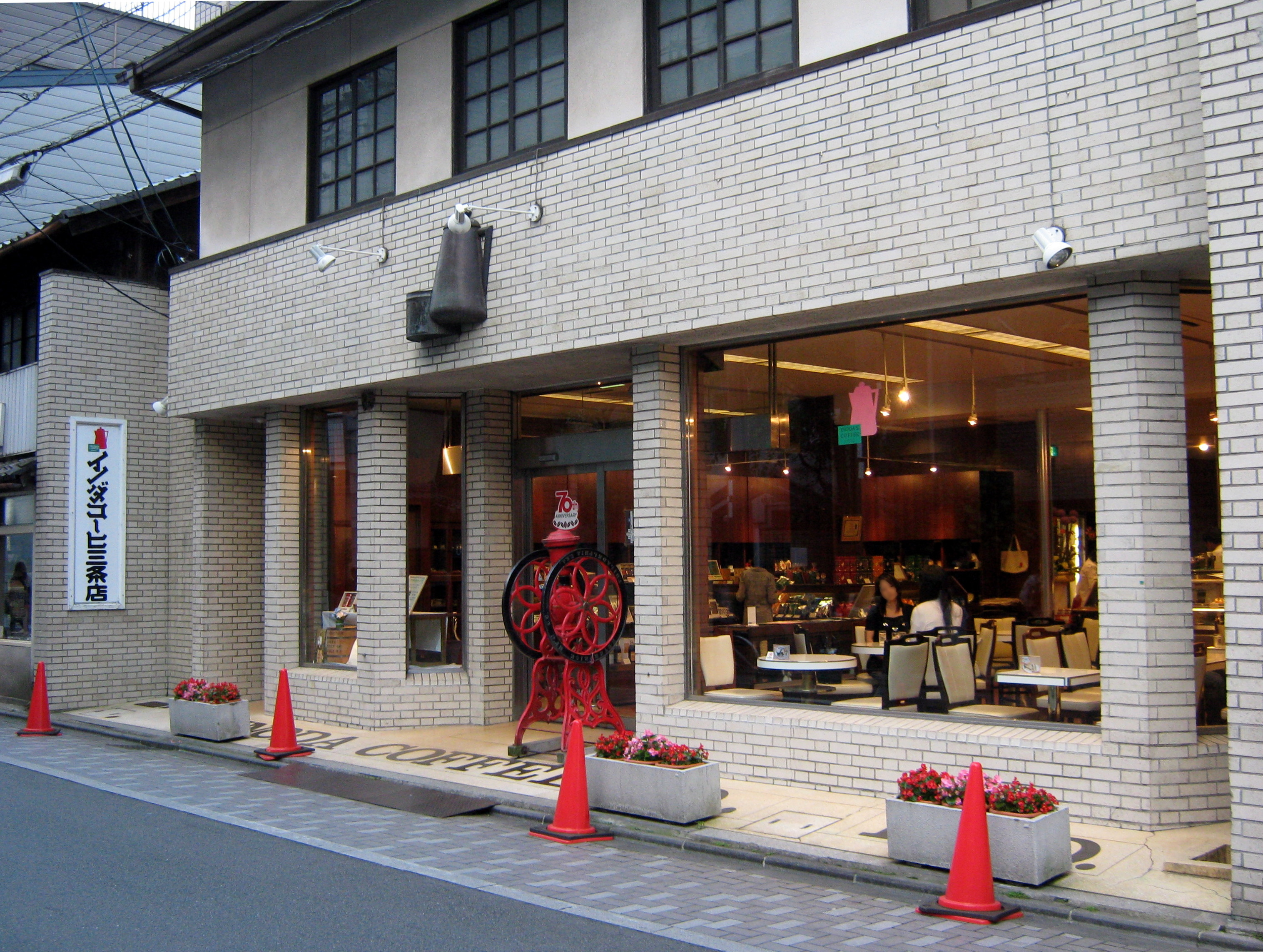
三条支店

- 本店: 京都市中京区堺町通三条下ル道祐町、全205席
  - 創業の地にあり、本社を併設する。創業時の木造店舗は1967年に増築されて用いられていたが、1999年4月9日に開店準備中の失火で半焼した。準防火地域に立地するためそのまま再建する事はできなかったが、佐川美術館を手がけた内海慎介（竹中工務店社員）が設計し、アルミの外壁は木目調に塗装して一部を紅殻色に塗るなど、京都の町屋の雰囲気を出している。また、2階部はモルタル金ゴテ仕上げとして墨色に塗り、鉄筋コンクリート造りながら味わいある建物となった。また、この改築に伴って新たに2階の客席が作られ、1階にも5mのガラス窓が設けられた[5]。2000年3月16日より営業を再開し、全店舗中で客席数が最大である。
- 三条支店: 中京区三条通堺町東入ル桝屋町、全58席
  - 1970年に開店し、本店に最も近い。また特徴的な円形カウンターがあり、目の前でコーヒーを漉す様子が見える。多くの常連がこの円形カウンターに座る。本店が火災により休業していた間、これを補うため開店時間を早めていた。本店再開後に改装を行なった[6]。
- 四条支店B2: 下京区四条通東洞院東入ル立売西町、全160席
  - 1965年に京都証券ビルの地下1階に開店し、1975年に地下2階も店舗となった。支店の中では最も席数が多く、地下1階は全席喫煙可能で喫茶メニューが充実しており、常連が多い。地下2階は全席禁煙で各種オムライスや季節限定のメニューなど食事メニューが充実しており、家族連れや団体客が多い。
- コーヒーサロン支店: 下京区四条通高倉西入ル立売西町（大丸京都店1階）、全54席
  - 1970年に開店。四条支店と同じブロックに位置する大丸京都店の1階にある。大丸への初の出店。
- ポルタ支店: 下京区東塩小路町、全81席
  - 1980年に京都駅前地下街ポルタに開店。
- 八条口支店: 下京区東塩小路高倉町、全62席
  - 2015年8月開店。京都おもてなし小路（京都駅八条口）のリニューアルオープン時に新規出店。

### 京都以外
- 東京大丸支店: 千代田区丸の内（大丸東京店8階）、全58席
  - 2007年に大丸東京店がグラントウキョウノースタワーに移転したのに伴い、その8階に開店した。東京都で初の店舗。オリジナルメニューとしてリンツケーキがある。
- 横浜高島屋支店: 横浜市西区南幸（高島屋横浜店6階）、全72席
- 広島支店: 広島市南区松原町（福屋広島駅前店地下1階）、全19席
  - 1999年に開店した、初の京都以外の支店。また全席禁煙となったのも初。福屋広島駅前店の地下1階にあり、席数は全店舗の中で最も少ない。

## 常連客
創業者の猪田七郎は二科会の監事を務め、また山本富士子主演の『夜の河』や山口百恵主演の『古都』などの映画には本店が登場しており芸術界との関わりが深い。下記のような文人、芸術家などが常連客として知られている。
- 谷崎潤一郎（作家）
- 池波正太郎（作家）
- 吉村公三郎（映画監督）
- 山口華楊（画家）
- BONNIE PINK（歌手）

## イノダコーヒを扱った作品
- 珈琲不演唱（高田渡） - 読みは「コーヒーブルース」。三条堺町通のイノダコーヒ本店について歌われている。後に辻香織が「コーヒーブルース」のタイトルでカバーし、同店でライブも行った（2004年）。tamamixがカバーし、アルバム『u・ku・lu』に収録された（2011年）